# プジョー・604
プジョー604（Peugeot 604 ）は、フランスの自動車会社、オートモビル・プジョーが1975年から1985年まで製造・販売した大型乗用車。

## 概要
1975年、戦前の601以来途絶えていた戦後初の6気筒大型高級車（15CV以上に禁止税的な高額の課税がなされた当時のフランスとしては、だが）としてデビューした604は、同時期のプジョーの定石通りイタリアのカロッツェリア、ピニンファリーナによる、スクエアで端正なスタイリングに包まれ、同時期のルノー30、ボルボ264と共通のPRVエンジン2,700ccのV型6気筒SOHCと、弟分である504の上級モデルと共通のマクファーソンストラット/セミトレーリングアームの4輪独立懸架サスペンションを有していた。
当時のフランス車に共通するソフトなシート、ラリーで活躍した504譲りの乗り心地とハンドリング、秀逸なパワーステアリングなど高い基本性能を有していたが、メルセデス・ベンツのコンパクトクラス（今日のEクラス）やBMW・5シリーズのようなブランド力を持たないプジョーの高級車は、後継の605、607を含め、国際市場では正当な評価を得られない状況に長く甘んじることとなる。
1985年に生産中止、1989年に605が登場するまで、505のV6モデルがその市場を守った。

## 日本での販売
日本ではセゾングループの西武自動車販売が、輸入権を新東洋企業から引き継いだ第一号モデルとして1975年の東京モーターショーに参考出品、翌年から販売開始したが、シトロエン・CXよりも一層地味な、極めてマイナーな存在であった。グループ総帥の堤清二も一時、604を愛用していた。